# Federazione Italiana Metalmeccanici
La Federazione Italiana Metalmeccanici (FIM) è il sindacato dei lavoratori operanti nell'industria metalmeccanica che fa capo alla Confederazione Italiana Sindacati Lavoratori (CISL).

## Associazione
La FIM è un'associazione democratica, autonoma da partiti e istituzioni, costituita dalla libera adesione dei lavoratori dell'industria metalmeccanica in tutta Italia. Lo scopo costitutivo della FIM è la contrattazione, cioè la ricerca di intese con le proprie controparti (imprese e istituzioni) per migliorare le condizioni di vita e di lavoro dei lavoratori metalmeccanici. Nell'articolo 3 dello statuto della FIM è scritto: La FIM riunisce tutti i lavoratori metalmeccanici decisi – nel reciproco rispetto delle proprie opinioni personali, filosofiche, morali, religiose e politiche – a difendere i loro comuni interessi e a lottare per rafforzare una società democratica di persone libere e responsabili.  Al 2019 conta 209 418 iscritti e opera attraverso una rete di oltre 6885 delegati presenti nelle aziende del settore, coordinati da 395 operatori a tempo pieno; 25 773 sono le aziende sindacalizzate.

## Storia
Il 30 marzo 1950 a Milano si riuniscono, in una commissione paritetica, i rappresentanti dei sindacati Fillm (Federazione italiana liberi lavoratori metalmeccanici, appartentente a Libera CGIL) e Silm (Sindacato italiano lavoratori metalmeccanici, appartenente alla Federazione Italiana del Lavoro): partecipano componenti maggioritarie di tradizione cattolico-popolare, ed altre di ispirazione repubblicana e socialista democratica. Forti di 80 000 iscritti, concludono un accordo di unificazione per costituire un unico sindacato di categoria, che prenderà il nome FIM, Federazione Italiana dei Metalmeccanici. Provvisoriamente viene nominato come segretario generale Franco Volontè, il quale verrà confermato al primo congresso (Genova, 12-14 ottobre 1951, data di nascita ufficiale della FIM).
A Roma il 1º maggio 1950 nasce la CISL, Confederazione Italiana Sindacati Lavoratori cui aderisce la FIM.

### Gli anni cinquanta
Il secondo congresso conferma Franco Volontè come segretario generale ed approva lo Statuto. Il clima sociale e politico sta cambiando, emergono nuovi quadri, tra i quali Pierre Carniti e Franco Bentivogli, futuri segretari generali della FIM, impegnati a gettare le basi per un rinnovamento della FIM e della CISL. Nello stesso anno viene firmato il contratto dei metalmeccanici, che però non soddisfa le richieste della FIM, che non lo ritiene adatto ad una società in fermento e in rapida trasformazione.

### Gli anni sessanta
Nel novembre 1962 Volontè si dimette: al suo posto viene eletto Luigi Macario, grande figura di innovatore, che sarà confermato nei successivi congressi. Gli anni sessanta sono un periodo di profondi e rapidi cambiamenti nel mondo del lavoro italiano: di grande importanza è il contratto nazionale del febbraio 1963, soprattutto per la conquista del diritto alla contrattazione aziendale. La fine del decennio è caratterizzata dalle agitazioni studentesche del 1968 e dalla mobilitazione dei lavoratori del cosiddetto autunno caldo nel 1969. I metalmeccanici sono in prima linea, e tra essi la FIM, il cui impegno viene premiato con un forte aumento degli iscritti. Il contratto della fine del 1969 segna un grande successo del sindacato: si ottengono la riduzione della settimana lavorativa a 40 ore, consistenti aumenti salariali, nuovi diritti sindacali, un ruolo riconosciuto per i delegati ed i consigli sindacali e la conferma della contrattazione aziendale.

### Gli anni settanta
Nell'aprile 1970 Macario diventa segretario della CISL; nuovo segretario della FIM è Pierre Carniti. Il 20 maggio 1970 nasce lo “Statuto dei lavoratori” (Legge 300), uno dei frutti della grande stagione di lotte e conquiste degli anni sessanta. Queste conquiste sindacali favoriscono l'idea di unificare i grandi sindacati CGIL, CISL e UIL e le relative branche settoriali, che per i metalmeccanici sono rispettivamente la FIOM, la FIM e la UILM. Il 19-20 maggio 1972, a Milano, la FIM celebra un congresso straordinario di scioglimento (VII congresso), in previsione dell'unità con la FIOM e la UILM, ma l'unico risultato sarà la creazione provvisoria della Flm (Federazione lavoratori metalmeccanici).
All'ottavo congresso nazionale 1973 Pierre Carniti è confermato segretario della FIM, e nella segreteria nazionale entra Franco Bentivogli, che il 23 settembre 1974 succederà a Carniti, entrato nella segreteria confederale; la CISL risulta guidata da due ex sindacalisti metalmeccanici, Macario e Carniti, rispettivamente segretario generale e segretario generale aggiunto.
La fine del decennio è segnata, sul terreno sindacale, dall'aspra vertenza per il contratto nazionale dei metalmeccanici (1979), con al centro la rivendicazione della riduzione dell'orario di lavoro con il celebre slogan Lavorare meno per lavorare tutti.

### Gli anni ottanta
Nei primi anni ottanta si acuiscono le tensioni tra i sindacati confederali, e con particolare asprezza all'interno della Flm. La FIM comincia ad attrezzarsi in proprio sul terreno della formazione e della comunicazione: nel 1982 si inaugura il Romitorio, il centro nazionale di formazione della FIM ad Amelia, e nasce Lettera FIM, inizialmente come piccolo quindicinale per i delegati, poi rivista bimestrale negli anni novanta. Una prima rottura tra FIM, FIOM e UILM avviene nella vertenza contrattuale del 1983: la mediazione del ministro del lavoro Vincenzo Scotti viene accettata, ma con motivazioni diverse, da ciascuna organizzazione. Nel corso della vertenza, trascinatasi fino all'autunno del 1983, avviene il cambio della guardia al vertice della FIM: Franco Bentivogli entra in segreteria confederale, per dirigere le politiche sociali della CISL, e a prendere il suo posto è chiamato Raffaele Morese. La rottura tra i sindacati confederali è definitiva il 14 febbraio, con l'accordo detto di San Valentino, firmato da CISL, UIL e dalla componente socialista della CGIL, ma respinto dalla maggioranza di questa organizzazione.
Nel settembre 1989 Raffaele Morese entra in segreteria confederale lasciando la guida della FIM a Gianni Italia.

### Gli anni novanta
Al quattordicesimo congresso Gianni Italia chiude il suo mandato alla FIM, per andare a dirigere l'Iscos, l'Istituto della CISL per la cooperazione internazionale; al suo posto subentra Pier Paolo Baretta. Un anno e mezzo dopo, nuovo cambio della guardia: Baretta va in segreteria confederale e lo sostituisce Giorgio Caprioli. Sul piano organizzativo, gli anni novanta sono caratterizzati da un'intensa animazione della vita interna della FIM; in particolare viene affidata a Marco Bentivogli la nascita e lo sviluppo del gruppo dei Giovani FIM, con il loro portale web NGM (Network Giovani Metalmeccanici); sviluppo delle attività di comunicazione (“Lettera FIM” rivista, nascita di bollettini locali) e di formazione (con importanti esperienze decentrate). Sul piano sindacale, la FIM è impegnata nello sviluppo della strategia della partecipazione, che troverà una prima traduzione in importanti esperienze aziendali. Va inoltre ricordato il contratto nazionale del 1994, rinnovato in tempi rapidi e senza un'ora di sciopero: comincia a funzionare il modello sancito dal protocollo del 23 luglio 1993. Questo contratto apre la strada alla costituzione del fondo di previdenza complementare dei metalmeccanici, che verrà formalizzato sotto il nome di "Cometa" con il contratto del 1997.

### Dopo il 2000
I primi anni 2000 sono agitati dall'inasprirsi della conflittualità tra i sindacati, che culminerà con il “Patto per l'Italia” (luglio 2002), sottoscritto con il governo di centro-destra dalla CISL e dalla UIL, ma non della CGIL. Tensione ancora più alta tra i metalmeccanici, dove ben due rinnovi contrattuali nazionali – biennio economico (3 luglio 2001) e normativo (7 maggio 2003) – saranno firmati solo da FIM e UILM, con l'opposizione della FIOM. Successivamente, nella vertenza per il contratto 2005-06, si ricompongono i rapporti e i tre sindacati metalmeccanici giungeranno insieme alla firma del rinnovo il 19 gennaio 2006, dopo quasi un anno di conflitto costellato da scioperi e manifestazioni.
Il 13 novembre 2014 il Consiglio Generale, su indicazione del Segretario uscente Giuseppe Farina, elegge Marco Bentivogli come Segretario Generale con 134 voti su 143 votanti.
Nel 19º Congresso nazionale della Fim Cisl tenutosi a Roma il 7-9 giugno 2017 è stato confermato alla guida dei metalmeccanici Cisl con 97% Segretario generale Marco Bentivogli.
Dopo le dimissioni di Marco Bentivogli del 19 giugno 2020, il Consiglio generale della Fim Cisl elegge con 137 voti su 140 Roberto Benaglia nuovo Segretario generale delle tute blu della Cisl il 14 luglio 2020.
Il 19 marzo 2024 Benaglia lascia il posto a Ferdinando Uliano, già membro della segreteria nazionale, che prende il suo posto alla guida dell'organizzazione

## Congressi
| Congresso | Sede              | Data                          | Segretario         |
| --------- | ----------------- | ----------------------------- | ------------------ |
| 1°        | Genova            | 12 - 14 ottobre 1951          | Franco Volonté     |
| 2°        | Torino            | 30 ottobre - 1º novembre 1954 | Franco Volonté     |
| 3°        | Milano            | 4 - 6 gennaio 1959            | Franco Volonté     |
| 4°        | Bergamo           | 30 marzo - 1º aprile 1962     | Franco Volonté     |
| 5°        | Brescia           | 14 - 16 marzo 1965            | Luigi Macario      |
| 6°        | Sirmione          | 12 - 14 giugno 1969           | Luigi Macario      |
| 7°        | Milano            | 19 - 20 maggio 1972           | Pierre Carniti     |
| 8°        | Bergamo           | 31 maggio - 3 giugno 1973     | Pierre Carniti     |
| 9°        | Montecatini       | 23 - 26 aprile 1977           | Franco Bentivogli  |
| 10°       | Pesaro            | 21 - 25 settembre 1981        | Franco Bentivogli  |
| 11°       | Sirmione          | 19 - 21 giugno 1985           | Raffaele Morese    |
| 12°       | Roma              | 30 maggio - 2 giugno 1989     | Raffaele Morese    |
| 13°       | Bormio            | 31 maggio - 4 giugno 1993     | Gianni Italia      |
| 14°       | Genova            | 12 - 15 maggio 1997           | Pier Paolo Baretta |
| 15°       | Ostuni            | 29 maggio - 1º giugno 2001    | Giorgio Caprioli   |
| 16°       | Marina di Carrara | 15 - 17 giugno 2005           | Giorgio Caprioli   |
| 17°       | Levico Terme      | 5 - 6 - 7 maggio 2009         | Giuseppe Farina    |
| 18°       | Lecce             | 22 - 23 - 24 maggio 2013      | Giuseppe Farina    |
| 19°       | Roma              | 7 - 8 - 9 giugno 2017         | Marco Bentivogli   |
| 20°       | Torino            | 20 - 21 - 22 aprile 2022      | Roberto Benaglia   |

## Segretari generali
- 1950 - 1963 Franco Volonté
- 1963 - 1970 Luigi Macario
- 1970 - 1974 Pierre Carniti
- 1974 - 1983 Franco Bentivogli
- 1983 - 1989 Raffaele Morese
- 1989 - 1997 Gianni Italia
- 1997 - 1999 Pier Paolo Baretta
- 1999 - 2008 Giorgio Caprioli
- 2009 - 2014 Giuseppe Farina
- 2014 - 2020 Marco Bentivogli
- 2020 - 2024 Roberto Benaglia
- 2024 Ferdinando Uliano